# Keao Burdine
Keao Burdine est une joueuse de volley-ball américaine née le 2 janvier 1983 à Long Beach (Californie). Elle mesure 1,85 m et joue au poste d'attaquante.

## Clubs
| Club                           | De        | À         |
| ------------------------------ | --------- | --------- |
| Southern California University | 2001-2002 | 2003-2004 |
| Indias de Mayagüez             | 2006-2006 | 2007-2007 |
| Türk Telekom Ankara            | 2007-2008 | 2007-2008 |
| Galatasaray İstanbul           | 2008-2009 | 2008-2009 |
| Indias de Mayagüez             | 2010-2010 | 2010-2010 |
| USA National Team              | 2010-2011 | 2010-2011 |
| VK Tioumen                     | 2011-2012 | 2011-2012 |
| Khara Morin Oulan-Oude         | 2012-2013 | 2012-2013 |
| Béziers Volley                 | 2014-2015 | 2014-2015 |
| HPK Naiset                     | 2015-2016 | 2015-2016 |
| Rote Raben Vilsbiburg          | 2016-2017 | …         |

## Palmarès

### Équipe nationale
- Coupe panaméricaine
  - Vainqueur : 2012.

### Clubs
- Championnat de Finlande
  - Vainqueur : 2016.